# فيكتور فاسكيز
فيكتور فاسكيز (بالإنجليزية: Víctor Vázquez)‏ هو مصور أمريكي، ولد في 1950 في سان خوان في بورتوريكو.